# Laminci Jaružani
Laminci Jaružani (cyr. Ламинци Јаружани) – wieś w Bośni i Hercegowinie, w Republice Serbskiej, w gminie Gradiška. W 2013 roku liczyła 287 mieszkańców.